# Coupe des nations de rink hockey 1946
Navigation
Coupe des nations 1941 Coupe des nations 1947
La Coupe des nations de rink hockey 1946 est la 20e édition de la dite compétition. La coupe se déroule en avril 1946 à Montreux. Il s'agit du premier tournoi d'après guerre, nommé pour l'occasion Tournoi de la paix.

## Déroulement
C'est la première compétition d'après guerre. Le tournoi est alors nommé Tournoi de la paix. L'équipe portugaise arrive en Suisse à Cointrin par un appareil Douglas, de la présidence du conseil au frais de l'État portugais, alors que pour d'autres équipes ce sont les fédérations qui supportent les frais parfois partagés avec le pays hôtes de la compétition. Les déplacements pouvant de faire en car au propre frais des équipes.
La compétition se compose d'un championnat à sept équipes. Chaque équipes rencontrant les six autres une seule fois.
La victoire de Lisbonne sur Biarritz, rend les portugais favoris de la compétition en l'absence des anglais d'Herne Bay. Mais ils se font surprendre face à Monza. Au troisième de compétition, Lisbonne et Monza sont en tête du classement provisoire. Lisbonne bat facilement Bordeaux le champion de France.
Monza remporte le tournoi devant un public ayant une affluence moyenne de 2 500 spectateurs par jour.
En parallèle, se tient le 23e congrès de la fédération internationale de rink hockey qui attribue l'organisation des championnats d'Europe 1947 au Portugal.

## Résultats
| Rang | Équipe      | Pts | J | G | N | P | Bp | Bc | Diff |  | Résultats   |  |     |      |     |      |     |     |
| ---- | ----------- | --- | - | - | - | - | -- | -- | ---- |  | ----------- |  | --- | ---- | --- | ---- | --- | --- |
| 1    | Monza       | 18  | 6 | 6 | 0 | 0 | 23 | 11 | +12  |  | Monza       |  | 3-2 | 3-2  | 8-1 | 3-2  | 4-3 | 2-1 |
| 2    | Lisbonne    | 16  | 6 | 5 | 0 | 1 | 42 | 12 | +30  |  | Lisbonne    |  |     | 12-2 | 7-2 | 11-1 | 5-3 | 5-1 |
| 3    | Anvers      | 12  | 6 | 3 | 0 | 3 | 14 | 21 | -7   |  | Anvers      |  |     |      | 6-3 | 0-1  | 3-2 | 1-0 |
| 4    | Bordeaux    | 10  | 6 | 1 | 2 | 3 | 15 | 28 | -13  |  | Bordeaux    |  |     |      |     | 3-1  | 3-3 | 3-3 |
| 5    | Biarritz    | 10  | 6 | 2 | 0 | 4 | 11 | 23 | -12  |  | Biarritz    |  |     |      |     |      | 4-3 | 2-3 |
| 6    | Montreux HC | 9   | 6 | 1 | 1 | 4 | 18 | 20 | -2   |  | Montreux HC |  |     |      |     |      |     | 4-1 |
| 7    | Novarre     | 9   | 6 | 1 | 1 | 4 | 9  | 17 | -8   |  | Novarre     |  |     |      |     |      |     |     |